# Eugen Lewin-Dorsch

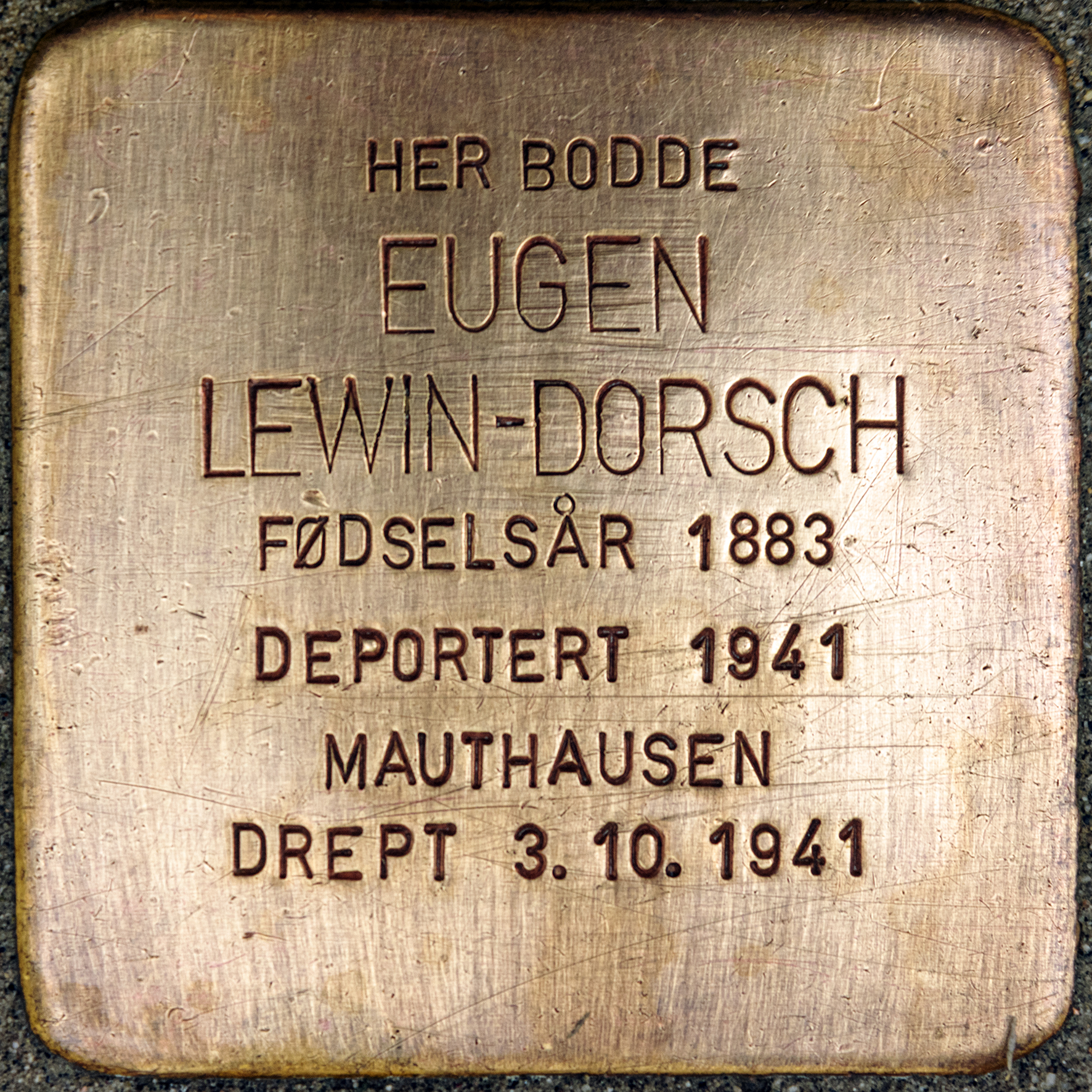
Stolperstein für Eugen Lewin-Dorsch (Oslo-Grünerlokka)

Eugen Lewin-Dorsch (geboren 1883 in Berlin; gestorben 2. Oktober oder 3. Oktober 1941 im KZ Mauthausen) war ein deutscher Wissenschaftsjournalist, Lehrer und Autor.

## Leben
Als Jude floh er unmittelbar nach der Machtergreifung aus dem Deutschen Reich 1933 in die Schweiz. Anschließend lebte er einige Jahre auf Sardinien und studierte Landwirtschaft. Im Herbst 1939 war der Aufenthalt in Italien unsicher, und Lewin-Dorsch gelang es mit Hilfe eines norwegischen Kontaktmanns, nach Norwegen zu gelangen. Er blieb eine Zeit lang in Vang (Hedmark) und lebte dann in einem Wohnheim bei der Witwe Eva Salit in Oslo. Hier wurde er nach einer Anzeige im Mai 1941 verhaftet.
Eugen Lewin-Dorsch war wahrscheinlich der erste Jude aus Norwegen, der in einem deutschen Konzentrationslager getötet wurde.

## Werke
- Die Dollarmännchen: acht Märchen. 1923.
- Ich und Du. 1923.
- Die Märchen der Armen. 1982